# Clemens Maria Kitschen
Clemens Maria Kitschen (* 21. Februar 1964 in Mönchengladbach) ist ein deutscher Musiker und Komponist.
Nach dem Abitur 1983 am Albertus-Magnus-Gymnasium Viersen-Dülken und Zivildienst in Mönchengladbach trat er zunächst eine Lehre als Koch an, die er jedoch nach wenigen Wochen abbrach.
Musikstudium an Dr. Hoch’s Konservatorium in Frankfurt am Main mit dem Hauptfach Klavier. Danach zwei Jahre als Straßenmusiker in Hamburg.
An der Frankfurter Musikwerkstatt absolvierte er eine Zusatzausbildung Jazz und Popularmusik und spezialisierte sich auf die Begleitung von Chansons und Kabarettliedern.
Seit 1997 Komponist und Pianist der Kabarettistin und Chansonnière Madeleine Sauveur, mit der er bis. zu ihrem Tod in Mannheim zusammenlebte.
Mit dem Bassisten Johannes Schaedlich gründete er 2001 das Barjazz-Duo.
Studiomusiker, Arrangeur und Komponist, u. a. für den Hessischen Rundfunk.
Internationale Engagements u. a. in Brüssel, Budapest, Bursa, Glasgow, Istanbul, Kopenhagen, London, Lugano, Palermo.
Rundfunk- und Fernsehauftritte u. a. im WDR ("Missfits und Verwandtschaft"), ZDF, SWR und im HR und RSI.
Im Jahr 2017 erschienen drei Bände mit Kompositionen für den Einstieg in den Klavierunterricht, mit denen man sehr leicht "vom Blatt spielen" lernt.